# José António Freire Sobral
José António Freire Sobral ComMAI (Sobral de Monte Agraço, Santo Quintino, 10 de Junho de 1840 - Lisboa, 19 de Abril de 1905), foi um agricultor português.

## Família
Era filho de António Freire, empregado agrícola, e de sua mulher Joana Maria, ambos nascidos em Sobral de Monte Agraço, Santo Quintino, donde tomou o seu apelido.

## Biografia
Rico agricultor e um grande exportador de café, cacau e madeiras que fez a sua fortuna na Ilha de São Tomé, em São Tomé e Príncipe.
Era proprietário das Roças Saudade e Santa Maria, na Vila da Trindade, e foi Vogal do Conselho da Província de São Tomé e Príncipe e Regedor da Vila da Trindade. Foi feito Comendador da Ordem Civil do Mérito Agrícola e Industrial Classe Agrícola.

## Casamento e descendência
Foi casado com Mariana Emília de Sousa, da qual não teve descendência.
Teve, todavia, antes do seu casamento, oito filhos e filhas naturais de três mães diferentes, e foi Padrinho do seu neto materno Almada Negreiros.
De Leopoldina Amélia de Azevedo, nascida em Benguela, teve cinco filhos e filhas. Ela viveu na Ilha de São Tomé, onde teve quatro das suas crianças. Como se recusara a casar com ela, ela fugiu de volta para Benguela, onde morreu no parto da sua quinta criança. Era filha natural de Manuel de Azevedo Pereira, nascido em Santarém, que viveu em Benguela, onde teve filhas naturais de Luzia, uma mulher Africana aí nascida. A mais velha de cinco naturais foi a filha Elvira Freire Sobral (São Tomé, Mé-Zóchi, Trindade, Roça Saudade, - São Tomé, 29 de Dezembro de 1896), a qual foi reconhecida e criada por seu pai, e casou em São Tomé, Água Grande, São Tomé, Conceição, a 30 de Abril de 1892, com António Lobo de Almada Negreiros e morreu no parto de e com a sua filha. Estudou em Coimbra, no Colégio das Religiosas Ursulinas, onde ganhou fama de hábil desenhadora. O seu meio-irmão Joaquim Freire Sobral também foi artista e pintor. Eles tiveram, para além da filha, dois filhos, José Sobral de Almada Negreiros (n. 1893) e António Sobral de Almada Negreiros (n. 1895), Tenente e Cavaleiro da Ordem Militar de Avis (19 de Novembro de 1931).